# Michaliszki (obwód witebski)
Michaliszki (biał. Міхалішкі; ros. Михалишки) – wieś na Białorusi, w obwodzie witebskim, w rejonie brasławskim, w sielsowiecie Mieżany.

## Historia
W czasach zaborów w gminie Brasław, w powiecie nowoaleksandrowskim, w guberni wileńskiej Imperium Rosyjskiego.
W dwudziestoleciu międzywojennym wieś leżała w Polsce, w województwie nowogródzkim (od 1926 w województwie wileńskim), w powiecie brasławskim), w gminie Brasław.
Według Powszechnego Spisu Ludności z 1921 roku zamieszkiwało wieś 65 osób, wszystkie były wyznania rzymskokatolickiego. Jednocześnie 46 mieszkańców zadeklarowało polską przynależność narodową, 12 białoruską a 7 inną. Było tu 10 budynków mieszkalnych. W 1931 w 14 domach zamieszkiwało 75 osób.
Miejscowość należała do parafii rzymskokatolickiej w Brasławiu. Podlegała pod Sąd Grodzki w Brasławiu i Okręgowy w Wilnie; właściwy urząd pocztowy mieścił się w Brasławiu.